# سیب ترش
سیب ترش یک مجموعه تلویزیونی محصول سال‌های ۱۳۸۰–۱۳۸۱ به کارگردانی خسرو معصومی، نویسندگی بهمن زرین‌پور، محمدتقی رنجبر، مهدی سعادت‌پور و تهیه‌کنندگی شهرام میلانی معتمد می‌باشد که از شبکه دو پخش شد. این مجموعه در ۱۳ قسمت ۴۰ دقیقه‌ای تهیه شد.

## خلاصه داستان
روابط دو همسایه قدیمی به دلیل دسیسه چینی‌های داماد یکی از دو خانواده به نام بهرام تیره می‌شود بهرام با وجود آن که دست پرورده یکی از آن دو همسایه است و با حمایت‌های او به جایگاهی اجتماعی دست یافته، اما به خاطر این که آدم زیاده خواهی است و از طرفی ظرفیت چنین بخشش و لطفی را ندارد، در پی آن است که تمام ثروت پدر خانمش را تصاحب کند به این دلیل ترفندهایی به کار می‌بندد تا به هدفش برسد ترفندهای او در ابتدا طنزآمیز و حتی به نظر شیرین می‌رسد؛ اما رفته رفته این خدعه شکل جدی تری به خود می‌گیرد. از سوی دیگر دختر و پسر دو خانواده با وجود آن که قرار است با هم ازدواج کنند؛ اما خدعه‌های بهرام باعث می‌شود که این ازدواج به تأخیر بیفتد…

## بازیگران
- محمدعلی کشاورز
- مهین شهابی
- جمال اجلالی
- رؤیا افشاری‌نسب
- مهوش صبرکن
- محمود بصیری
- محمود مقامی
- کریم اکبری مبارکه
- یلدا قشقایی
- سامیه صادقی
- میرصلاح حسینی
- فرزین ذوالقدیری
- محمدرضا کوهستانی
- مهدی سعادت پور
- کاوه سماکباشی
- محمد ورشوچی
- صدیقه کیانفر
- فرامرز روشنایی
- صنم صالحی
- الهام سنایی
- آیدا تبیانیان
- آتیه جاوید
- حشمت آرمیده
- مینا ناصفی
- شهریار سنگ کن رنجبر
- یحیی آذرنوش
- محمدرضا صمیمی مقدم
- محمدرضا نوروز
- منصور ناصری‌پور
- حسین چنگی
- فرشاد گلچین
- رحیم روزی‌جو
- محمد زارعی
- رضا میراحمدی
- علی حق فروش
- داریوش برزگر
- ولی‌الله احمدلو
- محمود بهشتی
- امیر زمستانی
- عباس ذوالقدیری
- مریم رجبی
- منصوره رحیمی
- حوریه اردبیلچی
- فاطمه حیدری
- سمیرا لهراسبی
- شیوا امیرسلیمانی
- مریم حیدری
- ساناز موسیوند
- فائزه قنادزاده
- فاطمه قارونی
- ناهید فیضی‌زاده
- ربابه ابوطالبی
- زهرا واحدی
- مژگان رضاخانی
- حمید نجفی
- امرالله لازمی
- منصوره یزدی
- یونس یزدی
- فرشته یزدی
- سیدعلی اکبر کوهپایه
- آبتین حسینی
- آریانا ضیافت
- مجید خورشیدی‌زاده
- رمانتا شاملو
- رهام حیدری

## عوامل تولید
- کارگردان: خسرو معصومی
- نویسندگان: بهمن زرین پور - محمدتقی رنجبر - مهدی سعادت پور
- مدیر تصویر و نور: منصور آذرگل
- طراح صحنه و لباس: هومن معصومی
- عکاس: معصومه آریا
- تدوین: فرهاد حیدری
- موسیقی: امیر رئیس دانا
- صداگذاری: صالحی
- تهیه‌کننده: شهرام میلانی معتمد
- مجری طرح و مدیر تولید: فرهاد حیدری